# DEBG 6–8
Die normalspurigen Dampflokomotiven DEBG 6–8 wurden von der Lokomotivfabrik Borsig für Vering & Waechter gebaut und auf der Kandertalbahn und der Schefflenztalbahn verwendet. Die Lokomotiven gehörten auf den Bahnstrecken mit zu den ersten Fahrzeugen und wurden später durch stärkere Maschinen ersetzt. Sie versahen bis 1965 ihren Dienst. Eine Lokomotive wurde nach der Ausmusterung als Denkmal aufgestellt und wird seit 2012 von dem Verein Kandertalbahn e. V. wieder aufgebaut.

## Geschichte
Bereits bei der Bestellung eines B-Kupplers für die Dessau-Wörlitzer Eisenbahn (DEBG) im Jahr 1900 war Vering & Waechter dazu übergegangen, Lokomotiven bei Borsig zu bestellen. Demzufolge wurden auch die benötigten Lokomotiven für die Schefflenztalbahn und eine weitere für die Kandertalbahn bei Borsig bestellt. Gegenüber den bisher beschafften V&W 1–9 von Henschel waren die Borsig-Lokomotiven in jeder Hinsicht größer und schwerer bemessen, nur die Räder und der Kohlenvorrat waren geringfügig kleiner.

## Technische Merkmale
Die Lokomotiven waren nach den gleichen technischen Grundsätzen wie die Henschel V&W 1–9 konstruiert. Sie hatten einen flacheren Dampfdom als die Henschel-Loks, und auch der Schornstein war etwas schmaler gestaltet sowie die Zylinderabdeckung etwas differenziert ausgeführt. Die Loks waren mit einer Einhebelsteuerung ausgerüstet.
Technisch vergleichbar sind die DEBG 6-8 mit den ebenfalls von Borsig gelieferten Lokomotiven BOE 1-4.

## Einsatz

### Kandertalbahn
Die Lok mit der Fabriknummer 5331 wurde ab 1907 bei der Kandertalbahn als Lok 3 in Betrieb genommen. 1924 erhielt die Lok die Nr. 7 als Bezeichnung. Ab 1937 wurde die Lok bei der DEBG unter der Bezeichnung DEBG 7 eingesetzt. 1960/61 erfolgt wieder ein Betrieb auf der Kandertalbahn. Anschließend wurde die Lok bis zur Ausmusterung bei der Südwestdeutschen Eisenbahn-Gesellschaft auf der Münstertalbahn eingesetzt, wo sie ihre letzten aktiven Jahre verbrachte. 1967 hatte sie ihre letzten Einsätze bis Münstertal. Die Lok wurde an die Stadt Staufen verkauft und 1967 vor dem Faust-Gymnasium der Stadt als Denkmal aufgestellt.
Allerdings war sie nicht geschützt untergestellt. Die Lok wurde deshalb 2012 vom Kandertalbahn e. V. nach Kandern geholt und zunächst äußerlich und rollfähig aufgearbeitet. Seit 2016 befindet sich Lok 7 in betriebsfähiger Aufarbeitung. Ein Fertigstellungstermin ist noch nicht bekannt gegeben worden.

### Schefflenztalbahn
1908 wurde der reguläre Betrieb auf der Schefflenztalbahn mit den als Nummer 1 (Fabriknummer 5330) und 2 (Fabriknummer 6769) bezeichneten Lokomotiven aufgenommen. Beide Lokomotiven waren hier ständig im Einsatz. Später wurde die Betriebsführung von der DEBG übernommen und die Lokomotiven in der Folge als DEBG 6 und 8 bezeichnet. Die DEBG 8 ging 1941 nach Wiesloch und kehrte 1948 zurück.
Nach dem Zweiten Weltkrieg wurde der Betrieb auf Einmannbetrieb umgerüstet. Dafür erhielten die Lokomotiven auf der Heizerseite Handgriffe und einen Laufsteg, damit der Zugbegleiter während der Fahrt auch vom Wagen auf die Lok wechseln konnte. Die Lokomotive DEBG 6 wurde bereits 1951 ausgemustert und im Januar 1956 in Billigheim verschrottet. Die DEBG 8 wurde zum Betriebsende im Jahr 1965 ausgemustert und anschließend verschrottet.